# Aethioprocris togoensis
Aethioprocris togoensis là một loài bướm đêm trong họ Zygaenidae. Loài bướm đêm này phân bố ở Togo.